# Saint-Amand (Pas-de-Calais)
Saint-Amand – miejscowość i gmina we Francji, w regionie Hauts-de-France, w departamencie Pas-de-Calais. Nazwa miejscowości pochodzi od św. Amanda.
Według danych na rok 1990 gminę zamieszkiwało 176 osób, a gęstość zaludnienia wynosiła 32 osób/km² (wśród 1549 gmin regionu Nord-Pas-de-Calais Saint-Amand plasuje się na 1033. miejscu pod względem liczby ludności, natomiast pod względem powierzchni na miejscu 636.).